# Cosin chỉ hướng
Trong hình học giải tích, cosine chỉ hướng của một véc tơ là cos của các góc giữa vecto đó và ba trục tọa độ. Tương đương, chúng là những đóng góp của mỗi phần của vecto cơ sở tới một véc tơ đơn vị ở hướng đó. Cosine chỉ hướng là một sự mở rộng tương tự của các biểu thị bình thường của độ dốc với các chiều cao hơn.

## Hệ trục tọa độ Đề các 3 chiều

Vector v in ℝ^{3}

Nếu v là một véc tơ Euclid trong không gian Euclid ba chiều, ℝ3,
{\displaystyle \mathbf {v} =v_{x}\mathbf {e} _{x}+v_{y}\mathbf {e} _{y}+v_{z}\mathbf {e} _{z},}
với ex, ey, ez là những cơ sở chuẩn trong biểu diễn Đề các, thì cosine chỉ hướng là
{\displaystyle {\begin{alignedat}{2}\alpha &{}=\cos a={\frac {\mathbf {v} \cdot \mathbf {e} _{x}}{\Vert \mathbf {v} \Vert }}&&{}={\frac {v_{x}}{\sqrt {v_{x}^{2}+v_{y}^{2}+v_{z}^{2}}}},\\\beta &{}=\cos b={\frac {\mathbf {v} \cdot \mathbf {e} _{y}}{\Vert \mathbf {v} \Vert }}&&{}={\frac {v_{y}}{\sqrt {v_{x}^{2}+v_{y}^{2}+v_{z}^{2}}}},\\\gamma &{}=\cos c={\frac {\mathbf {v} \cdot \mathbf {e} _{z}}{\Vert \mathbf {v} \Vert }}&&{}={\frac {v_{z}}{\sqrt {v_{x}^{2}+v_{y}^{2}+v_{z}^{2}}}}.\end{alignedat}}}
Nó theo sau rằng bình phương mỗi phương trình và cộng với nhau thì kết quả là
{\displaystyle \cos ^{2}a+\cos ^{2}b+\cos ^{2}c=1.}
Ở đây α, β và γ biểu diễn là các cosine chỉ hướng và hệ trục tọa độ Đề các của các đơn vị véc tơ v/|v|, và a, b và c là những góc chỉ hướng của véc tơ v.
Góc chỉ hướng a, b và c là góc nhọn hoặc góc tù, tức là, 0 ≤ a ≤ π, 0 ≤ b ≤ π và 0 ≤ c ≤ π, và chúng biểu thị góc được tạo thành  giữa v và các vecto đơn vị cơ sở ex, ey và ez.